# Ett kristet hem det är förmer
Ett kristet hem det är förmer är en psalm med text skriven 1959 av Daniel Hallberg och musiken är en svensk folkmelodi.

## Publicerad i
- Segertoner 1988 som nr 624 under rubriken "Tillsammans i världen".[1]